# Mađere, Ražanj
Mađere (izvirno srbsko Мађере) je naselje v Srbiji, ki upravno spada pod Občino Ražanj; slednja pa je del Niškega upravnega okraja.

## Demografija
V naselju živi 438 polnoletnih prebivalcev, pri čemer je njihova povprečna starost 47,0 let (45,4 pri moških in 48,7 pri ženskah). Naselje ima 167 gospodinjstev, pri čemer je povprečno število članov na gospodinjstvo 3,14.
To naselje je, glede na rezultate popisa iz leta 2002, večinoma srbsko, a v času zadnjih treh popisov je opazno zmanjšanje števila prebivalcev.
|  |

| Demografija | Demografija     | Demografija     |
| Leto        | Št. prebivalcev | Št. prebivalcev |
| ----------- | --------------- | --------------- |
|             |                 |                 |
|             |                 |                 |
|             |                 |                 |
|             |                 |                 |
| 1948        | 949             |                 |
| 1953        | 986             |                 |
| 1961        | 931             |                 |
| 1971        | 842             |                 |
| 1981        | 749             |                 |
| 1991        | 631             | 617             |
| 2002        | 536             | 525             |
|             |                 |                 |

| Etnična sestava po popisu iz leta 2002 | Etnična sestava po popisu iz leta 2002 | Etnična sestava po popisu iz leta 2002 | Etnična sestava po popisu iz leta 2002 | Etnična sestava po popisu iz leta 2002 |
| -------------------------------------- | -------------------------------------- | -------------------------------------- | -------------------------------------- | -------------------------------------- |
| Srbi                                   | Srbi                                   |                                        | 519                                    | 98,85%                                 |
| Romi                                   | Romi                                   |                                        | 5                                      | 0,95%                                  |
| Neznano                                | Neznano                                |                                        | 0                                      | 0,0%                                   |